# Roswitha Esser
Roswitha Esser (Bad Godesberg 18 januari 1941) is een Duits kanovaarster.
Esser werd in 1964 en 1968 samen met Annemarie Zimmermann olympisch kampioen in de K-2 over 500 meter. Esser nam in 1972 voor een derde maal deel aan Olympische Zomerspelen en eindigde ditmaal als vijfde samen met Renate Breuer. Esser werd in 1963 wereldkampioen in de K-2 over 500 meter samen met Zimmermann en in 1970 samen met Breuer.

## Belangrijkste resultaten

### Olympische Zomerspelen
| Editie | Plaats      | Resultaten  |
| ------ | ----------- | ----------- |
| 1964   | Tokio       | K-2 500m    |
| 1968   | Mexico-stad | K-2 500m    |
| 1972   | München     | 5e K-2 500m |

### Wereldkampioenschappen vlakwater
| Jaar | Plaats       | Resultaten          |
| ---- | ------------ | ------------------- |
| 1963 | Jajce        | K-2 500m · K-4 500m |
| 1966 | Oost-Berlijn | K-1 500m · K-4 500m |
| 1970 | Kopenhagen   | K-2 500m · K-4 500m |
| 1971 | Belgrado     | K-4 500m            |

1960: Antonina Seredina & Maria Sjoebina ·
1964: Roswitha Esser & Annemarie Zimmermann ·
1968: Roswitha Esser & Annemarie Zimmermann ·
1972: Jekaterina Koerysjko & Ljoedmila Pinajeva-Chvedosjoek ·
1976: Nina Gopova & Galina Kreft ·
1980: Martina Bischof & Carsta Genäuß ·
1984: Agneta Andersson & Anna Olsson ·
1988: Anke Nothnagel & Birgit Schmidt-Fischer ·
1992: Ramona Portwich & Anke von Seck-Nothnagel ·
1996: Agneta Andersson & Susanne Gunnarsson-Wiberg ·
2000: Birgit Fischer & Katrin Wagner-Augustin ·
2004: Natasa Janics & Katalin Kovács ·
2008: Natasa Janics & Katalin Kovács ·
2012: Tina Dietze & Franziska Weber ·
2016: Danuta Kozák & Gabriella Szabó ·
2020: Lisa Carrington & Caitlin Regal ·
2020: Lisa Carrington & Alicia Hoskin
- Gemeinsame Normdatei: 1067247270
- Virtual International Authority File: 315074003